# Гроувленд (Айдахо)
Гроувленд (англ. Groveland) — переписна місцевість (CDP) в окрузі Бінггем штату Айдахо США. Населення — 982 особи (2020).

## Географія
Гроувленд розташований за координатами 43°13′25″ пн. ш. 112°22′32″ зх. д. / 43.22361° пн. ш. 112.37556° зх. д. (43.223483, -112.375470). За даними Бюро перепису населення США у 2010 році переписна місцевість мала площу 5,95 км², уся площа — суходіл.

## Демографія
Згідно з переписом 2010 року, у переписній місцевості мешкало 877 осіб у 296 домогосподарствах у складі 244 родин. Густота населення становила 147 осіб/км². Було 302 помешкання (51/км²).
Расовий склад населення:
| - 91,7 % — білих - 0,8 % — азіатів - 0,2 % — вихідців з тихоокеанських островів - 0,1 % — корінних американців - 6,0 % — осіб інших рас |

До двох чи більше рас належало 1,1 %. Частка іспаномовних становила 11,1 % від усіх жителів.
За віковим діапазоном населення розподілялося таким чином: 34,8 % — особи молодші 18 років, 53,2 % — особи у віці 18—64 років, 12,0 % — особи у віці 65 років та старші. Медіана віку мешканця становила 31,2 року. На 100 осіб жіночої статі у переписній місцевості припадало 107,3 чоловіка; на 100 жінок у віці від 18 років та старших — 98,6 чоловіка також старших 18 років.
Середній дохід на одне домашнє господарство становив 66 306 доларів США (медіана — 55 750), а середній дохід на одну сім'ю — 72 160 доларів (медіана — 69 107). За межею бідності перебувало 7,4 % осіб, у тому числі 0,0 % дітей у віці до 18 років та 0,0 % осіб у віці 65 років та старших.
Цивільне працевлаштоване населення становило 501 особа. Основні галузі зайнятості: сільське господарство, лісництво, риболовля — 25,5 %, мистецтво, розваги та відпочинок — 16,2 %, оптова торгівля — 11,6 %, науковці, спеціалісти, менеджери — 8,4 %.